# Cataclysme

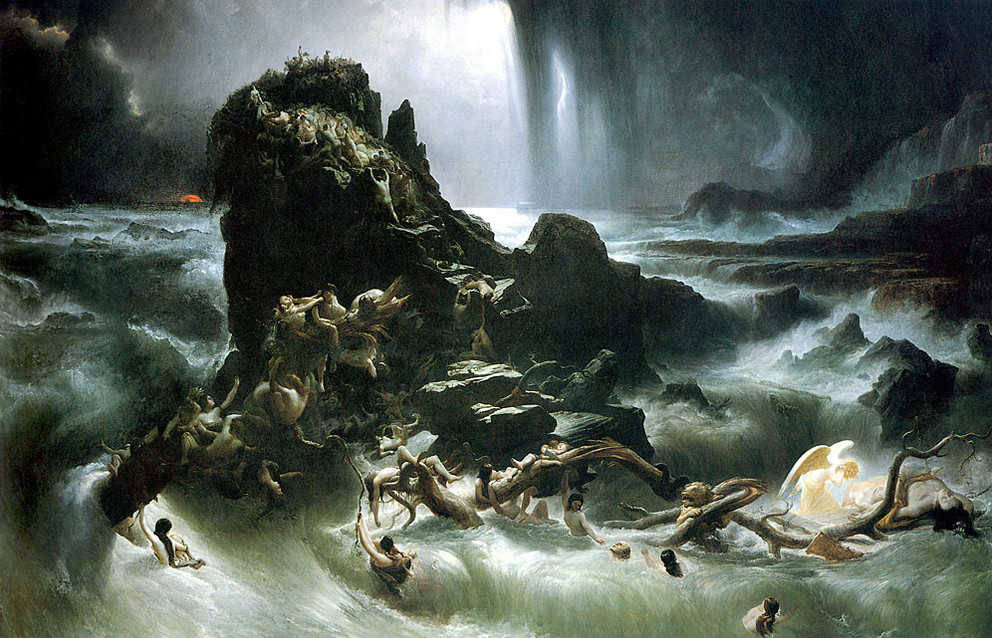
Le déluge (Francis Danby, 1837-1839; Tate Gallery, Londres).

Un cataclysme (du latin cataclysmus) est la transformation ou la destruction d'une grande partie d'un biotope déterminé. On pense que l'extinction des dinosaures a été produite par une série de cataclysmes de grande ampleur.
Les cataclysmes peuvent être des raz-de-marée, des éruptions volcaniques, des glissements de terrain, des avalanches, des alluvions, des impacts de corps célestes, etc.